# Salix delavayana
Salix delavayana — вид квіткових рослин із родини вербових (Salicaceae).

## Морфологічна характеристика
Це кущ чи невелике дерево до 6 метрів заввишки. Гілочки чорнувато-коричневі, в молодості запушені, потім ± голі. Листкова ніжка 1 см, запушена; листкова пластинка від подовжено-еліптичної до широкоеліптичної, 30–80 × 10–35 мм, абаксіально (низ) бліда, адаксіально яскраво-зелена, обидві поверхні жовтувато-запушені в молодості, потім ± голі, край цільний, верхівка гостра чи коротко загострена. Чоловіча сережка 2–4(5) см × ≈ 7 мм; пиляки жовті чи червоні в дистальній частині сережки. Жіночі сережки 2–3 см × 4–6 мм. Коробочка ≈ 5 мм.

## Середовище проживання
Ендемік Тибету. Росте на схилах гір, уздовж струмків у лісах, біля річок, сирих місцях у лісах Picea; на висотах 2800–4000 метрів.